# Utulovići
Utulovići su naseljeno mjesto i sjedište općine Foča-Ustikolina, Federacija Bosne i Hercegovine, BiH. 
Godine 1962. godine pripojeni su Ustikolini (Sl.list NRBiH, br.47/62).

## Stanovništvo
| Narod     | Popis 1961. |
| --------- | ----------- |
| Hrvati    |             |
| Muslimani |             |
| Srbi      | 69          |
| ostali    | 1           |
| Ukupno    | 70          |